# 张国祥 (羽毛球运动员)
张国祥（Teo Kok Siang，1990年8月26日—），馬來西亞男子羽毛球运动员。

## 簡歷
2008年10月，张国祥代表馬來西亞出戰印度浦那舉行的世界青年羽毛球錦標賽，與麦喜俊合作贏得男雙比賽冠軍。

## 主要比賽成績
只列出曾進入準決賽的國際賽事成績：
| 年份   | 賽事                     | 公開賽級別 | 項目     | 拍檔            | 成績   |
| ------ | ------------------------ | ---------- | -------- | --------------- | ------ |
| 2008年 | 亚洲青年羽毛球錦標賽     | 其他       | 混合團體 | －              | 季軍   |
| 2008年 | 亚洲青年羽毛球錦標賽     | 其他       | 男子雙打 | 麦喜俊          | 冠軍   |
| 2008年 | 世界青年羽毛球錦標賽     | 其他       | 混合團體 | －              | 季軍   |
| 2008年 | 世界青年羽毛球錦標賽     | 其他       | 男子雙打 | 麦喜俊          | 冠軍   |
| 2008年 | 馬來西亞羽毛球國際挑戰賽 | 國際挑戰賽 | 混合雙打 | 莎娜达莎·莎妮鲁 | 準決賽 |
| 2009年 | 印尼羽毛球國際挑戰賽     | 國際挑戰賽 | 男子雙打 | 吴伟申          | 準決賽 |
| 2010年 | 印尼羽毛球黃金大獎賽     | 黃金大獎賽 | 男子雙打 | 吳偉森          | 準決賽 |
| 2010年 | 韓國羽毛球大獎賽         | 大獎賽     | 男子雙打 | 吳偉森          | 準決賽 |
| 2013年 | 东南亚运动会羽毛球比赛   | 其他       | 男子雙打 | 吳偉申          | 銅牌   |
| 2015年 | 东南亚运动会羽毛球比赛   | 其他       | 男子團體 | －              | 銅牌   |

| 2007-2017年 | 首要超級賽 | 超級賽 | 黃金大獎賽 | 大獎賽 | 國際挑戰賽 | 國際系列賽 | 未來系列賽 | 其他 |

| 2018-2026年 | 總決賽 | 超級1000賽 | 超級750賽 | 超級500賽 | 超級300賽 | 超級100賽 | 國際挑戰賽 | 國際系列賽 | 未來系列賽 | 其他 |